# Roline Repelaer van Driel
Roline Repelaer van Driel (Amsterdam, 28 luglio 1984) è una canottiera olandese, vincitrice della medaglia d'argento nell'8 con alle Olimpiadi di Pechino 2008.

## Palmarès
- Olimpiadi

Pechino 2008: argento nell'8 con.
Londra 2012: bronzo nell'8 con.